# هنس کریستین سوئنسن
هنس کریستین سوئنسن (دانمارکی: Hans Christian Sørensen; ۱۱ اکتبر ۱۹۰۰ – ۲۳ ژانویهٔ ۱۹۸۴) ژیمناست هنری اهل دانمارک بود.